# 日本プロ野球中継番組一覧
本項目では、日本野球機構（NPB）主催の日本プロ野球中継番組一覧（にほんプロやきゅうちゅうけいばんぐみいちらん）について述べる。

## テレビ
地上波では、全国放送と同じタイトルでも全国ネットではない場合がある。

### NHK
- NHKプロ野球（NHK、プロ野球（西暦の年数））※ラジオも同一タイトル
- （参考）メジャーリーグ中継（NHK、MLB（年数））

### 日本テレビ系列
全国放送
- DRAMATIC BASEBALL（2020年〜、日本テレビ系列・BS日テレ・日テレジータス・日テレNEWS24）

ローカル放送
- GO!GO!ファイターズ （札幌テレビ）
- 広テレ!完全カープ主義 DRAMATIC BASEBALL（広島テレビ）

### テレビ朝日系列
全国放送
- スーパーベースボール（テレビ朝日系列・BS朝日・テレ朝チャンネル2）

ローカル放送
- イチオシ!ファイターズ（北海道テレビ）
- khbスーパーベースボール（東日本放送）
- スーパーベースボール 虎バン主義。（朝日放送テレビ）[1]
- カープ応援中継“勝ちグセ。”（広島ホームテレビ）
- プロ野球中継（九州朝日放送）

BS朝日の独自編成中継
- プロ野球熱闘ライオンズ（西武戦）2005年まで
- マリーンズライヴ（ロッテ戦）2008年まで

### TBS系列
全国放送
- S☆1 BASEBALL[2]（TBS系列・BS-TBS・TBSチャンネル）

ローカル放送
- 野口観光Presents Bravo!ファイターズ（北海道放送）
- 直球勝負!イーグルスLIVE（東北放送）
- 燃えよドラゴンズ!（CBCテレビ）
- with Tigers MBSベースボールパーク（毎日放送）
- Veryカープ! RCCカープデーゲーム中継/カープナイター（中国放送）
- S☆1 BASEBALL 鷹ちゃんLive[3]（RKB毎日放送）

### フジテレビ系列
全国放送
- 野球道（フジテレビ系列）[4]
- BSフジLIVE プロ野球（西暦）（BSフジ）[4][5]

ローカル放送
- 横山製粉Presents F-PARK LIVE[6]（北海道文化放送）
- BASEBALL LIVE!（西暦）（仙台放送）
- DRAGONS BASEBALL L!VE（西暦）[7]（東海テレビ）
- プロ野球中継（西暦）（カンテレ）
- tss全力応援!Carp中継（テレビ新広島）
- HAWKS Baseball LIVE[8]（テレビ西日本）

### テレビ東京系列
全国放送
- BASEBALL Real&Live（2024年5月31日〜、テレビ東京系列・BSテレ東）

ローカル放送
- TVhファイターズ中継（テレビ北海道）
- テレビ愛知 10チャンベースボール（テレビ愛知）
- ナマ虎スタジアム（テレビ大阪）
- テレQスーパースタジアム（TVQ九州放送）

### 独立系BSデジタル放送
- 断然 パ・リーグ主義!!（BS11）2011年まで
- BS12 プロ野球中継（BS12 トゥエルビ[9]）
- よしもとBASEBALL LIVE（BSよしもと）2022年〜
- BS松竹東急ベースボールシアター[10][11]（BS松竹東急）2022年8月5日〜2025年6月まで
- BS10 プロ野球中継（BS10）

### 独立局
- tvkプロ野球中継 横浜DeNAベイスターズ熱烈LIVE（テレビ神奈川）
- TVSライオンズアワー（テレ玉）
- マリーンズナイター（チバテレ）
- パ・リーグ応援宣言!ホークス中継（TOKYO MX）
- TOKYO MX STADIUM（TOKYO MX）
- GTVプロ野球スタジアム（群馬テレビ）
- フライデーナイター（とちぎテレビ、月1回・金曜日の夜に中継あり）
- ぎふチャン ダイナミックナイター（ぎふチャン）
- 三重テレビナイター（三重テレビ）
- サンテレビボックス席（サンテレビ）
- KBS京都エキサイトナイター（KBS京都）
- BBCライオンズアワー（びわ湖放送）
- タイムリーデーゲーム／タイムリーナイター（奈良テレビ）
- WTVナイター（テレビ和歌山）

### スカパー!
- J SPORTS STADIUM（J SPORTS 1・2・3 中日・広島・楽天・オリックスの各主催試合[12]）
- メジャーリーグ中継（J SPORTS 1・2・3・4 日本人メジャー選手を含むメジャーリーグ主催試合）
- スカイA スタジアム（スカイA 阪神戦主催試合）
- GAORAプロ野球中継（GAORA 阪神、日本ハムの各主催試合）
- SWALLOWS BASEBALL L!VE（フジテレビONE ヤクルト戦主催試合）
- LIONS BASEBALL L!VE（フジテレビTWO 西武戦主催試合）
- HAWKS プロ野球中継（スポーツライブ+ ソフトバンク主催試合） ※2020年から

過去
- 日テレプラス プロ野球中継 HAWKS Perfect Live（日テレプラス ソフトバンク戦主催試合）2012年のみ
- 日テレプラス プロ野球中継 楽天イーグルス HEAT! LIVE（日テレプラス 楽天戦主催試合）2013年〜2014年
- プロ野球完全中継 ライオンズ（朝日ニュースター→テレ朝チャンネル2 西武戦主催試合）2012年〜2015年 ※タイトルは年度により異なる。
- HAWKS BASEBALL PARK（FOX SPORTS ジャパン ソフトバンク主催試合）2013年〜2019年[13]

この他に以下の各局でも中継が行われる。
- 日テレジータス

巨人戦主催試合・日本テレビ系列が放映権を持つ甲子園の対阪神戦（読売テレビ制作）及びマツダスタジアムの対広島戦（広島テレビ制作）を何れも完全生中継。番組タイトルは地上波と同一。
- 日テレNEWS24（2018年〜）

ロッテ戦ホームゲームを放送。主に完全生中継だが、他のスポーツ中継等により録画中継となる場合もある。2018年に限りBS日テレと同時放送。番組タイトルは地上波と同一。
- TBSチャンネル（2008年〜）

2013年まではTBS系列およびBS-TBSで放送される対巨人戦ビジターゲーム=DeNA・中日・広島戦を完全生中継で放送。ただし、TBSニュースバードでDeNAホームゲーム中継とTBS系列およびBS-TBSで放送される巨人戦ビジターゲーム=DeNA・中日・広島戦が重なる場合に限り放送されていた。2014年以降はDeNA戦主催試合と対巨人戦ビジターゲーム=DeNA・中日・広島戦は全てこのチャンネルで放映される（シーズン開幕から5月末迄は、一部試合を除いてサイマル放送体制でTBSニュースバードと同時生中継していた。5月28日の対ソフトバンク戦を以て、TBSニュースバードでのスポーツ中継枠は一旦全廃となった）、番組タイトルは地上波と同一。
- TBSニュースバード（2008年〜2013年、2015年〜2017年）

2013年まではDeNA戦ホーム全試合完全放送とTBS系列およびBS-TBSで放送される巨人戦ビジターゲーム=DeNA・中日・広島戦=トップ&リレーナイター（一部完全生中継）。2015年から2017年まではロッテ戦ホームゲームの中継を行っていた、番組タイトルは地上波と同一。
- フジテレビONE+TWO「プロ野球中継（西暦）」

フジテレビ系列で放送される巨人戦ビジターゲーム=ヤクルト・中日・阪神・広島戦を完全生中継で放送。ONEでヤクルト主催試合中継とフジテレビ系列で放送する巨人戦ビジターゲーム=中日戦、広島戦、阪神戦が重なる場合はTWOで放送される。ただし、ONEのヤクルト戦・TWOの西武戦とも重なる場合はBSフジ・フジテレビNEXTで生中継し、フジテレビONEまたはフジテレビTWOで当日深夜に録画中継で放送。
- テレ朝チャンネル2

テレビ朝日系列およびBS朝日で放送される広島対巨人戦を完全生中継するほか、阪神対巨人戦も年1試合程度完全生中継。番組タイトルは地上波と同一。
- ｢スカパー!｣の200ch、｢e2 by スカパー!｣の100chで無料放送されることがある。例として2008年9月27日の｢阪神vs巨人｣戦（阪神甲子園球場）を完全生中継した。これは｢スカイ・A｣がKスタ宮城での楽天戦を最後まで中継することによってとった措置である（スカイ･Aでは18時41分から飛び乗って中継）。広島対巨人戦は枠の都合がつかない場合、パーフェクトチョイス（現スカチャン）で放送するが、プロ野球セットに加入しないと視聴できない（阪神対巨人も過去に1試合このケースがある）。尚、ロッテ主催全試合と日本ハム、オリックス主催の一部をパーフェクトチョイスで放送していた時期があった。

### ケーブルテレビ
- （2019年3月まで）燃えドラ!スタジアム - スターキャット・ケーブルネットワーク制作で旧：東海ケーブルチャンネルでも放送された。2007年度より主に中日2軍戦・ホーム試合が年間数試合放送されるが、地上波の諸事情で2009年にはナゴヤドームのオープン戦・3試合が生中継された。

## ラジオ
- NHKプロ野球（NHK）※テレビも同一タイトル

| 放送局             | 系列             | 番組名 | 備考 |
| ------------------ | ---------------- | --- | ---- |
| HBC 北海道放送     | JRN/NRN          | HBCファイターズナイター （サタデー・サンデーファイターズ）                                                                          | ☆    |
| STV STVラジオ      | NRN              | STVファイターズLIVE | ★    |
| RAB 青森放送       | JRN/NRN          | RABゴールデンナイター |      |
| ABS 秋田放送       | JRN/NRN          | ABSダイナミックナイター |      |
| IBC IBC岩手放送    | JRN/NRN          | IBCラジオ ゴールデンナイター |      |
| YBC 山形放送       | JRN/NRN          | YBCエキサイトナイター |      |
| TBC 東北放送       | JRN/NRN          | TBCパワフルベースボール （イーグルスナイター、サタデー・サンデーイーグルス）                                                        |      |
| Rakuten.FM TOHOKU  | コミュニティFM局 | EAGLES BASEBALL GAME SHOW | ◇    |
| RFC ラジオ福島     | JRN/NRN          | エキサイティングゲームRFCナイター                                                                                                   |      |
| CRT 栃木放送       | NRN              | CRT金曜ナイター | ★    |
| NACK5              | 独立系FM局       | NACK5 SUNDAY LIONS | ◇    |
| QR 文化放送        | NRN              | 文化放送ライオンズナイター | ◇    |
| LF ニッポン放送    | NRN              | ニッポン放送ショウアップナイター | ★    |
| RF RFラジオ日本    | 独立系AM局       | ラジオ日本ジャイアンツナイター | ◆    |
| BSN 新潟放送       | JRN/NRN          | BSNビッグナイター |      |
| SBC 信越放送       | JRN/NRN          | SBCドリームナイター |      |
| YBS 山梨放送       | JRN/NRN          | YBSラジオ パワー・ザ・ナイター |      |
| KNB 北日本放送     | JRN/NRN          | KNBダイナミックナイター |      |
| MRO 北陸放送       | JRN/NRN          | MROゴールデンナイター |      |
| FBC 福井放送       | JRN/NRN          | FBCゴールデンナイター |      |
| SBS 静岡放送       | JRN/NRN          | SBSビッグナイター |      |
| CBC CBCラジオ      | JRN              | CBCドラゴンズナイター （ドラゴンズサタデー・サンデー、ドラゴンズスペシャル）                                                        | ☆    |
| SF 東海ラジオ      | NRN              | 東海ラジオ ガッツナイター （ガッツナイタースペシャル）                                                                              | ★    |
| GBS 岐阜放送       | 独立系AM局       | ダイナミックナイター | ◆    |
| KBS 京都放送       | NRN              | KBS京都エキサイティングナイター | ★    |
| WBS 和歌山放送     | JRN/NRN          | WBSゴールデンナイター |      |
| MBS MBSラジオ      | JRN/NRN          | MBSベースボールパーク |      |
| ABC 朝日放送ラジオ | JRN/NRN          | ABCフレッシュアップベースボール |      |
| CRK ラジオ関西     | 独立系AM局       | ラジオ関西ジャイアンツナイター | ◆    |
| RSK RSK山陽放送    | JRN/NRN          | RSKエキサイトナイター |      |
| RCC 中国放送       | JRN/NRN          | RCCカープナイター （RCCカープデーゲーム中継）                                                                                       |      |
| BSS 山陰放送       | JRN/NRN          | BSSダイナミックナイター |      |
| KRY 山口放送       | JRN/NRN          | KRYエキサイトナイター | ※    |
| JRT 四国放送       | JRN/NRN          | JRTゴールデンナイター（NPB戦中継） ラジオを持ってスタジアムへ行こう!徳島インディゴソックス戦中継 （四国アイランドリーグplus戦中継） | ※    |
| RNC 西日本放送     | JRN/NRN          | RNCビッグナイター |      |
| RNB 南海放送       | JRN/NRN          | RNBドリームナイター |      |
| RKC 高知放送       | JRN/NRN          | RKCゴールデンナイター |      |
| RKB RKB毎日放送    | JRN              | RKBエキサイトホークス | ☆    |
| KBC 九州朝日放送   | NRN              | KBCホークスナイター （KBCダイナミックホークス）                                                                                     | ★    |
| NBC 長崎放送       | JRN/NRN          | NBCゴールデンナイトゲーム | ※    |
| RKK 熊本放送       | JRN/NRN          | RKKゴールデンナイター | ※    |
| OBS 大分放送       | JRN/NRN          | OBSゴールデンナイター | ※    |
| MRT 宮崎放送       | JRN/NRN          | MRTエキサイティングナイター |      |
| MBC 南日本放送     | JRN/NRN          | MBCエキサイトナイター |      |
| ROK ラジオ沖縄     | NRN              | ROKゴールデンナイター | ★    |

凡例
☆JRN単独
★NRN単独（平日:ニッポン放送、週末:文化放送受け持ち）
◆RFラジオ日本単独受け持ち
◇独自内容
※曜日により独自にネットする試合を変えることがある局。以下に記述。
長崎放送、熊本放送…火曜日はRKB毎日放送制作「RKBエキサイトホークス」（JRN系）を、水曜日は九州朝日放送制作「KBCホークスナイター」（NRN系、一部ビジターカードを除く）をそれぞれネット受けする。
山口放送、大分放送…火曜日はRKB毎日放送制作「RKBエキサイトホークス」（JRN系）をネット受けする。
四国放送･･･年間10試合程度、「ラジオを持ってスタジアムへ行こう!徳島インディゴソックス戦中継」を自主制作する（水-金曜のナイターを放送する場合はNRNナイターを差し替える）。
JRNナイターとNRNナイター
- JRN／NRN加盟局における他局制作中継の同時ネットには、各系列の”JRNナイター”・”NRNナイター”のほかに「個別ネット」がある。そして、「個別ネット」は、「局間本番」（メインカード=「本番」に当たる中継を開催球場の地元局と共同で制作）と「委託本番」（本番カードの中継の制作を開催球場の地元局へ委託）のパターンに大別される。「委託本番」の中継では、中継の制作局が自社向けに放送しないことから、一般に（制作局側から見て）「裏送り」と呼ばれている[17]。
  - 中継のカードやネット局によっては、同じ試合の中継の制作に際して、「局間本番」と「委託本番」向けに別々のスタッフを配置することがある。また、NRNのネット局向けの中継では、制作費が「委託本番」「局間本番」「NRNナイター」の順に安くなっているという。このため、ネット各局の判断によって、当初予定していたネットのパターンを中継の直前に変更することも多い[17]。
- 2021年時点でのNRNナイターでは、ニッポン放送が月曜日、文化放送が土・日曜日に自社で中継枠を設けていない。ただし、文化放送では土・日曜日にも、関東圏の球場で開催される公式戦を対象に、裏送りや自社向けに中継する加盟局への技術協力を随時実施。NRN事務局では名目上、土・日曜にもNRNナイター枠を編成しているが、実際には山口放送向けの裏送り限定で関東圏のナイトゲームを中継することが多い。
  - JRNナイターについては、基幹局だったTBSラジオが2017年限りで中継の放送から撤退したことに伴って、加盟局による個別ネットへ移行。このような事情から、系列外の文化放送・ニッポン放送・RFラジオ日本が、JRN加盟局向けの裏送りや技術協力へ本格的に乗り出している。ただし、TBSがかつて横浜ベイスターズの経営権を保有していたことなどを背景に、TBSラジオは2018年以降も後継球団（横浜DeNAベイスターズ）が主催する試合でラジオ中継の優先権を保持している。そのため、DeNAの主催試合中継に限って、JRN加盟局への技術協力を継続している[17]。
- 大半の地方局では水 - 金にNRNのネットを受けることが多い（ごく一部土曜のネットを受ける局もあり、また逆に水・木曜日の放送を行わない局もある）。
  - 月・日曜日は実質的に本拠地の所在する地域の局のみの個別ネット放送となる（特に月曜日は2018年現在ネットワーク番組扱いでなくなっている）。詳細はそれぞれのナイター番組の項を参照されたい。
- 東北放送と中国放送は、土・日デーゲームと東北放送の火曜はJRN、中国放送の火曜ナイター（デーゲームについては未定）と東北放送・中国放送の水〜金はNRNのネットを受けるが。土・日ナイターが放送される場合は東北放送はJRN系列局との個別ネットを優先し、中国放送はNRNのネットを受ける。月曜は後述。
- MBSラジオは原則として月・金はJRNおよび文化放送、火〜木はNRN。土・日は自社制作だが、阪神タイガース戦ならびにオリックス・バファローズ戦（後者はホームゲームのみ）がデーゲーム開催や試合中止となった場合や、阪神戦のビジターゲームで自社制作を見送った場合はニッポン放送・北海道放送・CBCラジオ・RKB毎日放送の本番、東北放送の本番または裏送り、中国放送の裏送り音源を中継する。
- 朝日放送ラジオは原則として火〜木はJRNおよび文化放送、月・金・土・日はNRN。2007年度以後は土・日のナイター中継は阪神戦（ホーム・ビジター共）のみとなる（2008年以降は年度により7〜9月期または高校野球期間中に限り全国放送ナイターの放送を再開）ため、阪神戦がデーゲームの場合または中止時のオリックス主催のナイターは対戦相手の地元局、またはJRN（〜2009年）・NRN（2010年〜）全国ネットへの裏送りとなる（カードにより裏送りの場合と自社でも放送する場合に分かれる）。
- 上記の関西の2局（朝日放送ラジオ・MBSラジオ）については、北海道放送・CBCラジオ・RKB毎日放送が土・日の関西発の試合をネットする場合に限り、どちらかの局がJRN扱いとして放送する。上位にある持株会社同士が資本関係のあるMBSラジオ・RKB毎日放送と朝日放送ラジオ・九州朝日放送や日曜日の巨人対中日戦デーゲームの裏カード時の東海ラジオを中心に多少の例外はあるが、ナイターはMBSラジオから（朝日放送ラジオがNRNナイターを優先するため）、デーゲームは朝日放送ラジオからのネットとなることが多い。朝日放送ラジオがJRN扱いとした場合、MBSラジオの中継が同一地域のNRN系列局向けとなる。また、中国放送と関西の2局のネットは、系列・友好関係にある新聞社同士の過去の資本面でのつながりや、テレビネットワークの腸捻転時代の名残もあり、阪神およびオリックス主催の対広島戦では、曜日および時間帯に関わらず朝日放送ラジオとネットを組む。その一方で、在阪局が自社制作できない時の阪神戦を含む広島主催試合や、対広島戦以外の阪神およびオリックス主催試合は曜日と時間帯に準じたネット関係とする。